# 岩田成志
岩田 成志（いわた せいし、1922年 - 2017年1月26日）は、日本の空手家。全日本空手道連盟八段。全日本空手道連盟錬武会副会長および錬武会静岡県本部長を務めた。

## 来歴
船越義珍の最後の高弟の一人であり、いわゆる松濤館流をバックボーンとして全日本空手道連盟静岡県空手道連盟にも所属する。
自身の空手の理念として稽古は形の鍛錬を最も重要と位置づけており、また競技空手としては全空連の寸止め空手や形試合を否定する一方で、錬武会の防具付き空手のみを肯定している。
沼津に向陽館道場を開き、後進の指導にあたった。

## 人物
- 沼津北部高校勤務中の1964年、修学旅行の宿泊先の別府市内のホテルで、裏の壁を登って侵入した泥棒を捕まえ、教え子と共に大分県警から感謝状を受けた。
- 学徒動員で工兵として徴兵され、 広島から福岡に向かう汽車の中で広島の原子爆弾を被爆した被爆者。「何のために軍隊があるんだと思った。戦争は最後は皆殺しみたいになる。軍隊をなくして戦争を止める以外に庶民が生き残る道はない」と語っている。